# Пришиб (Краматорський район)
Приши́б — село Святогірської міської громади Краматорського району Донецької області, Україна.

## Географія
Село Пришиб знаходиться на правому березі Сіверського Дінця, за 4 км від с. Сидорове.

## Населення
Станом на 2001 рік населення становило 75 осіб.

### Мовний склад
Рідна мова населення за даними перепису 2001 року:
| Мова       | Чисельність, осіб | Доля     |
| ---------- | ----------------- | -------- |
| Українська | 70                | 93,33 %  |
| Російська  | 5                 | 6,67 %   |
| Разом      | 75                | 100,00 % |

## Економіка
Філія «Україна» агрофірми «Шахтар». База відпочинку. Приватний пансіонат.

## Пам'ятки
Розташоване в мальовничому місці на березі річки. Практично на території НПП «Святі Гори». Популярне місце відпочинку. Практично — дачне селище з незначною кількістю місцевого населення.
Біля села знаходиться меморіал «Скорботний ангел», який знаходиться на місці падіння влітку 2014 року літака Ан-30Б, збитого бойовиками.